# 영광 불갑사 목조석가여래삼불좌상
영광 불갑사 목조석가여래삼불좌상(靈光 佛甲寺 木造釋迦如來三佛坐像)은 대한민국 전라남도 영광군, 불갑사에 있는 조선시대의 목조 불상이다. 2003년 6월 26일 대한민국의 보물 제1377호로 지정되었다.

## 개요
이 삼세불좌상은 중앙의 석가모니불을 중심으로 약사불(向右)과 아미타불(向左)이 협시불로 봉안되어 있으며 불복장에서 발견된 불상조성기에 의해 1635년(崇禎8年) 무염(無染)스님을 비롯한 승일(勝一), 도우(道祐), 성수(性修) 등 10인의 화승들에 의해 조성되었음을 알 수 있다.
항마촉지인의 석가모니불은 주존불로서 삼불 가운데 가장 크고 건장한 신체에 넓은 무릎을 하여 안정되어 보이는데 육계의 구분이 거의 불분명한 머리에는 중앙계주와 정상계주가 큼직하고, 네모꼴을 이루는 얼굴에는 입끝을 살짝 치켜올려 미소를 짓고 있으며 두 귀는 어깨에 닿을 만큼 길고 굵어진 목에는 삼도가 선명하다. 법의는 양어깨를 다 덮고 오른 팔을 드러낸 통견형식(通肩形式)으로 옷주름 이 두 다리 위로 유려하게 흘러내리고 있으며 양손은 마치 실제인물의 손과도 같이 표현하여 사실성이 돋보인다.
좌·우 협시불은 본존불에 비하여 크기가 다소 작아지고(본존불 143 cm, 협시불 125 cm) 오른 팔을 드러내지 않은 통견의에 아미타인을 짓고 있는 것만 다를 뿐, 육계의 구분이 명확하지 않은 머리와 살이 올라 팽창된 얼굴, 선이 굵고 분명한 이목구비, 평판적인 듯 부피감 있고 편안함이 느껴지는 신체자세 및 형태, 사실적 표현의 양 손, 자연스럽게 흘러 내린 옷주름 등의 세부에서 본존불과 거의 동일한 수법을 보여준다.
이 불상은 지금까지 전해지고 있는 무염비구의 작품들 가운데 가장 초기의 것으로 전라도와 충청도, 강원도지역에서 폭 넓게 활약하던 무염일파의 작품성과 경향을 파악하는데 있어서 기준이 되는 것으로 평가된다.

## 같이 보기
- 불갑사

## 참고 자료
- 영광 불갑사 목조석가여래삼불좌상 - 국가유산청 국가유산포털